# Derby County FC (rezerva a akademie)
Rezerva Derby County FC je rezervní tým anglického klubu Derby County FC. Rezerva hraje ligovou sezónu v Premier League do 21 let, což je nejvyšší liga v Anglii pro tuto věkovou kategorii. Trenérem je Rory Delap.
Akademie Derby County FC je výběr hráčů Derby County do 18 a méně let. Akademie působí v Premier League do 18 let a v FA Youth Cupu. Trenérem je Justin Walker.

## Sestava U21
Aktuální k datu: 7. březen 2016
| Číslo |           | Pozice | Hráč            |
| ----- | --------- | ------ | --------------- |
| —     | Norsko    | B      | Mats Mørch      |
| —     | Slovensko | B      | Henrich Ravas   |
| —     | Irsko     | O      | Jack Tuite      |
| —     | Anglie    | O      | Farrend Rawson  |
| —     | Anglie    | O      | Max Lowe        |
| —     | Anglie    | Z      | Callum Guy      |
| —     | Německo   | Z      | Tom Koblenz     |
| —     | Slovinsko | Z      | Timi-Max Elsnik |

| Číslo |                   | Pozice | Hráč             |
| ----- | ----------------- | ------ | ---------------- |
| —     | Brazílie          | Z      | Alefe Santos     |
| —     | Španělsko         | Ú      | Iván Calero }    |
| —     | Konžská republika | Ú      | Offrande Zanzala |
| —     | Anglie            | Ú      | Charles Vernam   |
| —     | Anglie            | Ú      | Luke Thomas      |
| —     | Anglie            | Ú      | Lewis Walker     |
| —     | Anglie            | Ú      | Kwame Thomas     |

## Sestava U18
Aktuální k datu: 17. březen 2016
| Číslo |        | Pozice | Hráč            |
| ----- | ------ | ------ | --------------- |
| —     | Anglie | B      | Joshua Barnes   |
| —     | Anglie | B      | Matthew Yates   |
| —     | Anglie | O      | Kyron Stabana   |
| —     | Anglie | O      | Calum MacDonald |
| —     | Anglie | Z      | James Carvell   |
| —     | Dánsko | Z      | Emil Riis       |
| —     | Anglie | Ú      | Alex Babos      |
| —     | Anglie | Ú      | Max Lowe        |
| —     | Anglie | Ú      | Tom Mellors     |
| —     | Anglie | Ú      | Micah Edwards   |
| —     | Anglie | Ú      | Kellan Gordon   |